# Cantacuzens
Els Cantacuzens (en grec: Καντακουζηνός, plural, Καντακουζηνοί) foren una il·lustre família romana d'Orient, que encara que segurament ja existia abans dins la noblesa, comença a destacar al segle xi i encara actualment hi ha suposats descendents dels Cantacuzens. Era d'origen grec i va emparentar per matrimoni amb alguns emperadors. Al segle xvi va passar a Romania on va prendre el nom de Cantacuzinos o Cantacuzino i va donar diversos homes d'estat a Moldàvia i tres prínceps a Valàquia.
Els Cantacuzens acostumaven a casar-se amb membres d'altres famílies nobles romanes d'Orient com ara els Paleòlegs, els Assèns, o els Filantropens. Alguns autors proposen que el nom Cantacuzè deriva del grec κατὰ-κουζηνᾶν o κατὰ-κουζηνόν, provinents de la localitat de Kouzenas, nom que designa la part sud del mont Sipilos prop d'Esmirna.
- Cantacuzè, almirall de l'Imperi Romà d'Orient.
- Joan Cantacuzè, militar de l'Imperi Romà d'Orient.
- Manuel Cantacuzè, noble de l'Imperi Romà d'Orient.
- Joan Cantacuzè, cèsar de l'Imperi Romà d'Orient.
- Teodor Cantacuzè, opositor d'Andrònic I Comnè
- Joan VI Cantacuzè, emperador romà d'Orient 1347-1354
- Mateu Cantacuzè, emperador associat 1354-1357
- Teodor Cantacuzè
- Helena Cantacuzena, casada amb Joan V Paleòleg
- Teodora Cantacuzena, casada amb Aleix IV de Trebisonda
- Manuel Cantacuzè, dèspota de Mistra
- Mateu Cantacuzè de Mistra, dèspota de Mistra
- Demetri Cantacuzè, dèspota de Mistra
- Joan Cantacuzè de Mistra, dèspota titular de Mistra
- Manuel Cantacuzè (usurpador), usurpador del despotat de Mistra
- Teodora Cantacuzena, esposa d'Aleix III de Trebisonda
- Helena Cantacuzena, comtessa de Salona, esposa de Lluís Frederic d'Aragó comte de Salona.
- Serban Cantacuzinos, voivoda de Valàquia 1678-1688
- Constantí II Pavel Besarab Cantacuzinos Brâncoveanu, voivoda de Valàquia 1688-1714
- Esteve Cantacuzinos, voivoda de Valàquia 1714-1716.[1][2]